# 大沃风电项目
大沃风电项目（英語：Dawood wind power project），是位于巴基斯坦信德省巴哈伯尔市的一处风力发电设施，属中巴经济走廊能源领域早期收获清单的项目之一，亦是中巴经济走廊首个开始建设的项目。
大沃风电项目由中国水电工程顾问集团国际工程公司负责开发，占地面积1,720英畝（7.0平方），计划安装33台 风力发电机。项目建成投产后，每年可向巴基斯坦电网供电1.3亿度，能满足当地10万个家庭用电需求。

## 历史沿革

### 筹建
2014年上半年，中水顾问大沃电力有限公司针对大沃风电投资项目购电协议、项目实施协议、土地分租协议分别与巴基斯坦国家电网公司、可再生能源发展署和信德省政府展开谈判，最终在5个月后的2014年9月达成共识，完成谈判进程。
2014年9月25日，中水顾问大沃电力有限公司与巴基斯坦国家电网公司在拉合尔正式签署了购电协议。2014年9月29日，中水顾问大沃电力公司与信德省政府在卡拉奇签署了土地分租协议，中国驻卡拉奇总领事与信德省首席部长出席了签字仪式。
2014年11月8日，在中国国务院总理李克强和巴基斯坦总理纳瓦兹·谢里夫的共同见证下，大沃风电投资项目初步实施协议在北京人民大会堂完成签署。2014年11月12日，该风电投资项目实施协议在伊斯兰堡正式签署，巴基斯坦能源部部长与水电部联邦秘书参加了签字仪式。2014年11月19日，中华人民共和国政府和巴基斯坦政府签署《关于中巴经济走廊能源项目合作的协议》，大沃风电项目被列为合作协议14个优先实施项目之一，并在其后成为14个优先实施项目中首个完成商务谈判进入融资程序的项目。
2015年4月20日，中国电建中国水电工程顾问集团国际工程公司所投资的大沃风电项目在伊斯兰堡举行了融资合并及确认函交接仪式，由中国电力建设集团股份有限公司董事长晏志勇出席仪式，大沃风电项目为中国国内商业银行对中巴经济走廊建设项目发放贷款的首个融资项目。

### 施工
2015年4月，在中巴领导人的共同见证下，大沃风电项目视频开工仪式成功举行。项目工期18个月，计划于2016年6月底完成。
2016年4月23日，大沃风电场22#风机叶轮与机舱顺利对接完成，这意味着大沃风电场33台风机全部吊装完成。

### 投产
2017年4月4日，大沃风电项目正式并网发电。2017年7月28日，大沃风电项目收到了巴基斯坦中央电力采购中心支付的第一笔37.06万美元的售电收入。
8月13日，巴基斯坦总理沙希德·哈坎·阿巴西在伊斯兰堡和中国国务院副总理汪洋巴基斯坦大沃风电项目竣工揭牌。

## 场地设备

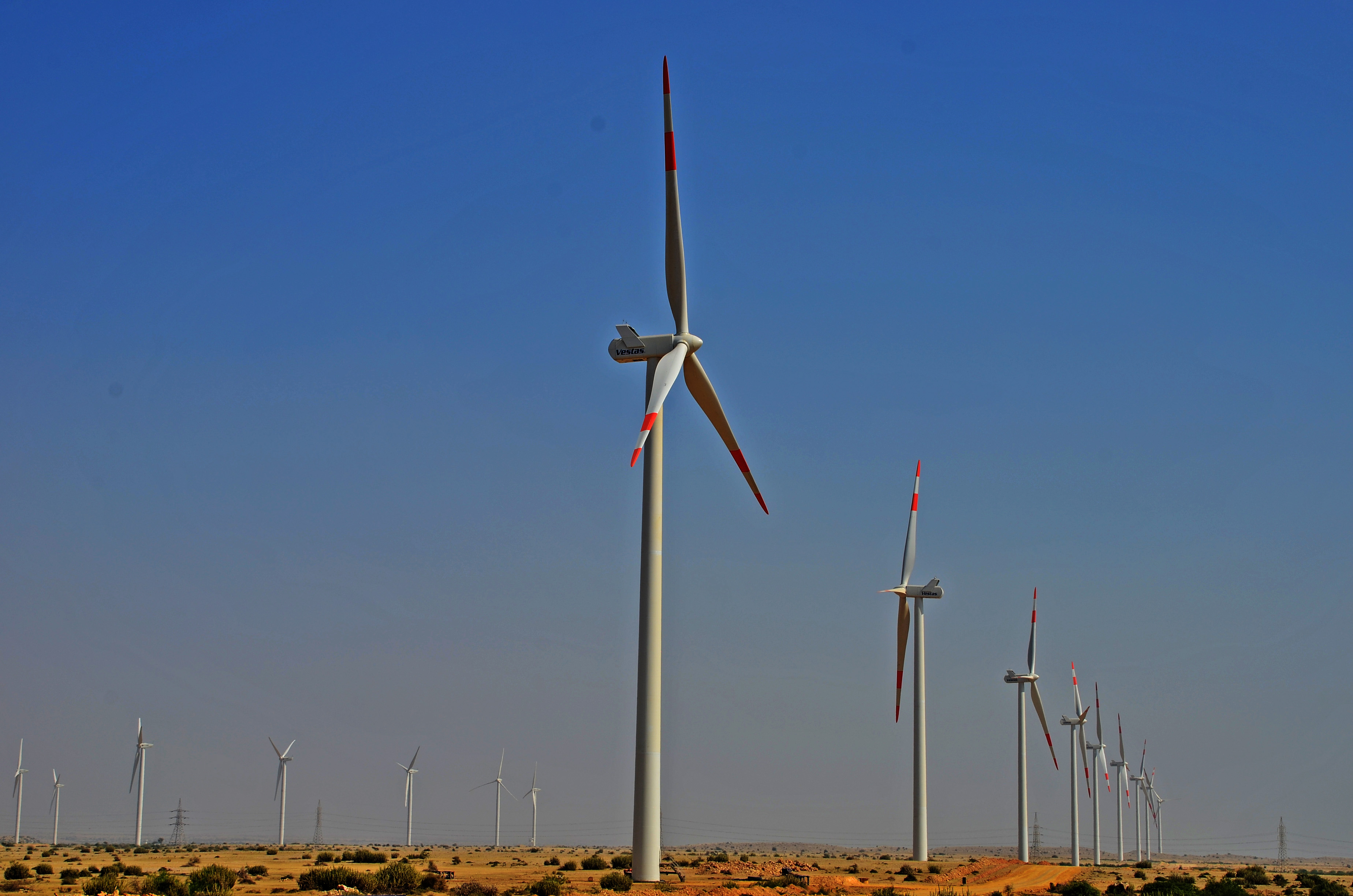
图为巴基斯坦的一处风力发电设施。

大沃风电项目位于信德省西南部沿海，距南部港口城市卡拉奇以东约60千米。大沃风电项目属近海滩涂风电场，地势低平，距海岸线约为5－6千米，场址面积约6.6平方千米，场地海拔高度一般为2.0－5.0米，相对高差3余米。
大沃风电项目场址多年平均气温26℃，冬季平均最低气温13℃，夏季平均最高气温34℃，年平均降水量约200毫米。年平均风功率密度为304瓦每平方米，采用5日风速极值法推算的70米高度50年一遇最大风速为22.5米每秒。该风电场70米高度年平均风速为7.05米每秒，80米高度年平均风速为7.13米每秒。
该风电项目由中国电建独资控股，中国西北水电承建，中国工商银行提供贷款，总投资金额为1.15亿美元。风电场内装有33台广东明阳MY82/1500-80风力发电机组，由中国广东明阳生产制造，中国广东明阳与德国阿罗德联合开发。风机与箱变的卸车、保管及安装工程由中国西北水电承担。基座和塔筒所需的4,700多吨风电用钢则由中国鞍钢股份生产并供货。

## 投产效益
大沃风电项目总装机容量为49.5兆瓦，年发电量1.3亿度，可满足当地10万户居民的用电需求。大沃风电项目部经理杨志尧表示，“电站运行后，可运行20年，预计8年就能收回投入成本，风电项目建设周期短，见效快，能有效缓解当地的能源危机。”